# Chants et danses de la mort

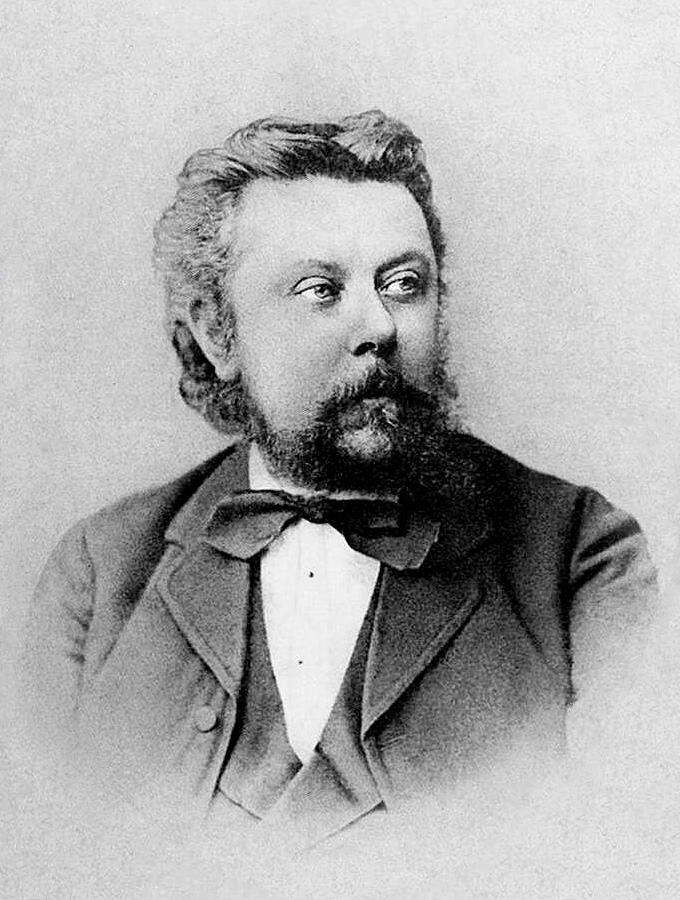
Moussorgski en 1874.

Les Chants et danses de la mort (en russe : Песни и пляски смерти : Pesni i pl'aski smierti) est un cycle de quatre chants lyriques pour une voix solo (ténor ou baryton) et piano, composés par Modeste Moussorgski entre 1875 et 1877. Ils sont chantés sur des poèmes d'Arseni Golenichtchev-Koutouzov (en).
Ce cycle est influencé par la situation très sombre de la Russie en cette fin du XIXe siècle. Une grande partie de la population était confrontée à la pauvreté, l'état faisait difficilement face aux énormes réformes à entreprendre. La guerre avait même été récemment présente, en Crimée. À cela s'ajoutait la condition du compositeur lui-même, né dans une famille noble ruinée par l'abolition du servage. Conscient des difficultés du pays, partisan de réformes profondes, il était d'abord entré en rupture avec la société. Ce musicien, le plus doué et le plus original des compositeurs de sa génération, s'était aussi laissé submerger par l'alcoolisme.
Dmitri Chostakovitch a orchestré ce cycle de 4 mélodies en 1962. Ce travail a ensuite donné naissance à sa 14e symphonie. Kalevi Aho a de nouveau orchestré le cycle en 2002.

## Contenu
1. Колыбельная (Kolibel'naya), Berceuse (en fa dièse mineur)
2. Серенада, Sérénade (en mi mineur puis en mi bémol mineur)
3. Трепак, Trépak[1] (en ré mineur)
4. Полководец (Polkovodetz), Le Chef d'armée (en mi bémol mineur puis en ré mineur)

- Berceuse : Une mère berce son bébé malade, qui gémit. La Mort apparaît, déguisée en nourrice, et berce le bébé qui s'endort d'un sommeil éternel.
- Sérénade : La figure de la Mort chante une sérénade sous la fenêtre d'une jeune fille mourante, à la manière d'un amant faisant la cour.
- Trepak : Un paysan ivre trébuche pris dans une tempête de neige et s'allonge. Le paysan s'endort sous la couverture mortelle de neige et rêve de colombe en champs d'été.
- Le Chef d'armée : La figure de la Mort est dépeinte comme un officier illuminée par la lune et monté sur un cheval et inspectant ses troupes après une bataille terrible et sanglante. Elle veut compter ses troupes enfin réconciliées avant que leurs os n'aillent en terre pour l'éternité.

## Enregistrements
Les Chants et danses de la mort ont été enregistrés par de nombreux chanteurs, dont Vladimir Rosing (en), George London, Ferruccio Furlanetto, Nicolaï Ghiaurov, Boris Christoff, Kim Borg, Martti Talvela, Matti Salminen, Paata Burchuladze (en), Aage Haugland, Galina Vichnevskaïa, Brigitte Fassbaender et Anja Silja.